# Barrow Beck
Der Barrow Beck ist ein Wasserlauf im Lake District, Cumbria, England. Er entsteht östlich der Siedlung Mungrisdale und fließt in südwestlicher Richtung bis zu seiner Mündung in den River Glenderamackin.